# Playa de Barra Vieja
La Playa de Barra Vieja es una playa de la costa del pacífico mexicano, ubicada en el municipio de Acapulco de Juárez, del estado de Guerrero. Representa uno de los principales atractivos turísticos del puerto por su gastronomía (pescado a la talla). La playa se extiende varios kilómetros sobre el litoral y tiene una anchura entre 50 y 110 metros, la arena es fina y de color grisáceo claro, a diferencia de la zona centro, el mar es abierto por lo que el oleaje es más intenso.

## Topónimo
La zona de Barra Vieja recibe este nombre debido a las formaciones de barras de arena y sedimentos que se acumulan en la desembocadura del Río Papagayo al mar.

## Localización

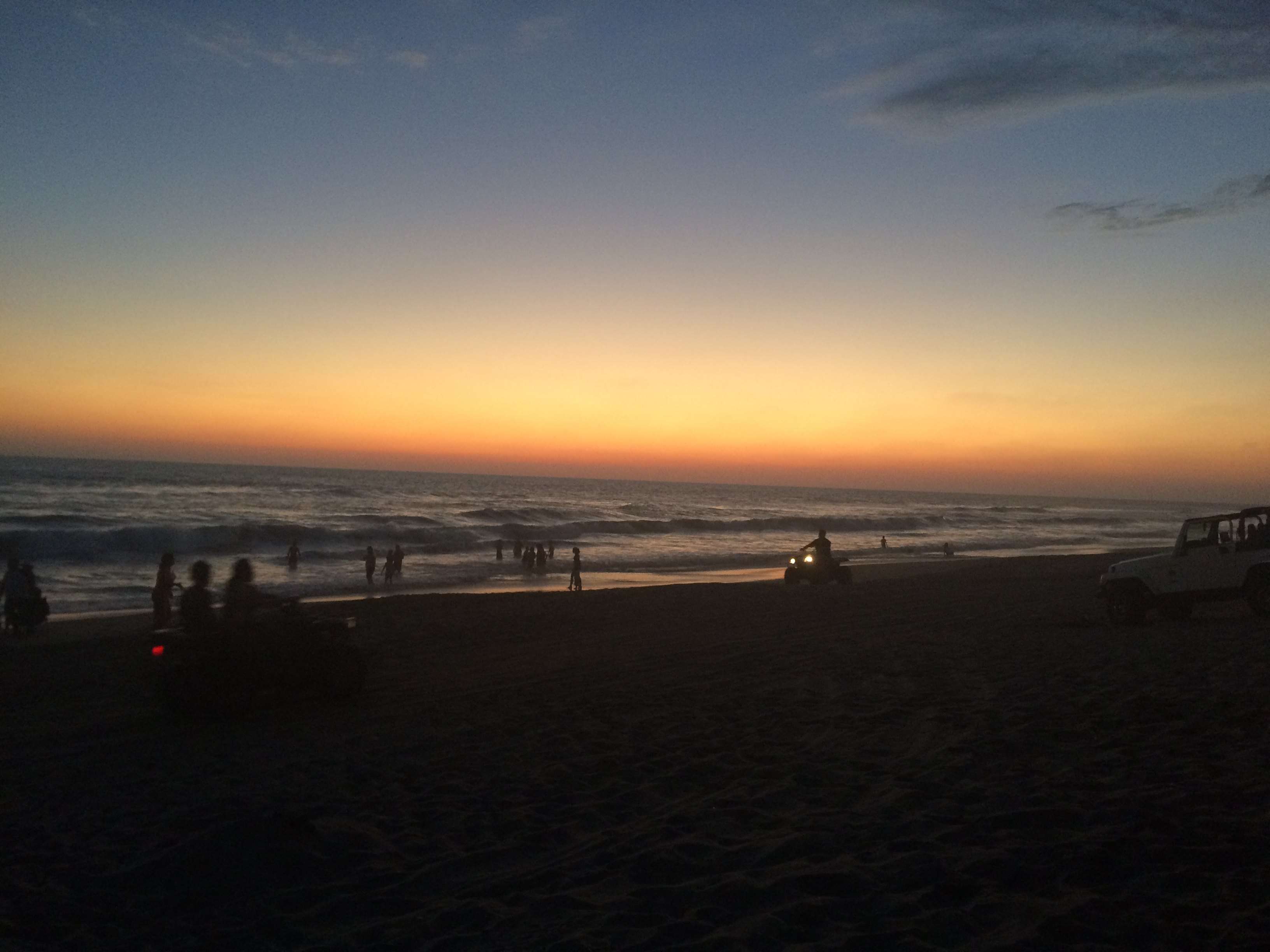
Puesta del sol y visitantes paseando por la playa

Se localiza a 30 kilómetros al este de la ciudad de Acapulco, en la zona de Punta Diamante, posterior al Aeropuerto Internacional de Acapulco.
Como destino turístico cuenta diversos servicios y actividades de ocio como paseos a caballo, paseos en cuatrimoto, zonas de surf, masajistas, degustación de dulces regionales, entre otros.